# 中野喜文
中野 喜文（なかの よしふみ、1970年4月5日 - ）は、東京都出身の三療師。1998年に日本人マッサージ師としてはじめてプロ自転車ロードレースのジロ・デ・イタリア、ツール・ド・フランスに参加し、その後長年に渡り欧州の様々な自転車競技チームでマッサーを務めた。2022年の4月と5月はUCIワールドチームのグルパマ・FDJのマッサーとして活動している。日本自転車競技連盟強化支援スタッフ。日本の自転車競技界においては「スポーツマッサージの第一人者」として知られる。
近年は『J SPORTS cycle road race』などテレビの自転車ロードレース中継で解説者を務めることも多い。